# 宇仁田ゆみ
宇仁田 ゆみ（うにた ゆみ、1972年5月10日 - ）は、日本の漫画家、イラストレーター。女性。代表作は『うさぎドロップ』、『よっけ家族』、『パラパラデイズ』。

## 来歴
三重県出身・在住。名古屋市内の短期大学で服飾を卒業後、アパレル会社で広告制作の仕事に従事。
その後、1998年に『ヤングアニマル』（白泉社）掲載の『VOICE』でデビュー。青年コミック誌でのデビューから女性向け漫画雑誌へと掲載媒体を拡大した。
また、書籍の表紙イラストを手がけるなどイラストレーターとしても活動している。
自身の絵柄のルーツは、子供の頃に読んでいた『ハイスクール!奇面組』。
既婚者で、二子あり。家庭の様子の一部が『ソダテコ』や『ニャントコ』などのエッセイ漫画に描かれている。
2019年6月現在は、主に『まんがライフオリジナル』（竹書房）、『楽園 Le Paradis』（白泉社）、『月刊!スピリッツ』（小学館）などで連載している。

## 作品リスト

### 漫画
- 楽楽（2000年、白泉社、ジェッツコミックス） - 『ヤングアニマル』掲載作品の短編集。デビュー作『VOICE』収録。
- マニマニ（2002年、『FEEL YOUNG』） - 単行本全1巻（2003年、祥伝社、フィールコミックス）
- スキマスキ（2001年 - 2003年、『ビッグコミックスピリッツ増刊IKKI』・『月刊IKKI』） - 単行本全1巻（2003年、小学館、IKKI COMIX） - 2015年、実写映画化（R-15指定）。
- 喜喜（2003年、白泉社、ジェッツコミックス） - 『ヤングアニマル』・『ヤングアニマル増刊arashi』掲載作品の短編集。
- 男女（2004年、白泉社、ジェッツコミックス） - 『ヤングアニマル増刊arashi』・『FEEL YOUNG』他掲載作品の短編集。
- トリバコハウス（2003年 - 2004年、『FEEL YOUNG』） - 単行本全2巻（2004年、祥伝社、フィールコミックス）
- アカイチゴ シロイチゴ（2004年、祥伝社、フィールコミックス） - 『FEEL YOUNG』・『Zipper comic』（いずれも祥伝社）掲載作品の短編集。
- よにんぐらし（2003年 - 2008年、『月刊まんがライフオリジナル』・『すくすくパラダイス』） - 単行本全4巻（2005年 - 2008年、竹書房、バンブーコミックス）
- ゆくゆく（2004年 - 2005年、『FEEL YOUNG』） - 『トリバコハウス』の番外編の短編作品。単行本全1巻（2005年、祥伝社、フィールコミックス）
- 酒ラボ（2005年、KANSAI1週間） - 単行本全1巻（2006年、講談社、KCDX）新装版全1巻（2013年、竹書房、バンブーコミックス）
- うさぎドロップ（2005年 - 2012年、『FEEL YOUNG』） - 2011年、アニメ化・実写映画化。
  - 単行本、本編全10巻（2006年 - 2012年、祥伝社、フィールコミックス）
  - 単行本新装版、全10巻（2014年 - 2015年、祥伝社、Feelコミックス FC SWING）
  - 映画･アニメ･原作 公式ガイドブック、1巻（9.5巻のナンバリングあり）
  - 番外編。
- 青みゆく雪（2009年 - 2014年、『月刊!スピリッツ』） - 単行本全2巻（2011年 - 2014年、小学館、ビッグコミックス）
- ノミノ（2009年 - 2011年、『楽園 Le Paradis』） - 単行本全1巻（2011年、白泉社） - 2017年、ボイスドラマ化
- ゼッタイドンカン（2008年 - 2012年、『MELODY』→『楽園 Le Paradis』）- 単行本全1巻（2012年、白泉社）
- いとへん（2012年 - 2013年、『FEEL YOUNG』） - 単行本全1巻（2014年、祥伝社、フィールコミックス）
- よっけ家族（2012年 - 2019年、『まんがライフオリジナル』） - 単行本全6巻（2013年 - 2019年、竹書房、バンブーコミックス）
- ねむりめ姫（2014年 - 2018年、『楽園 Le Paradis』）- 単行本全2巻（2016年 - 2018年、白泉社）[5]
- トリドリ恋歌（2014年、白泉社、楽園コミックス） - 『楽園 Le Paradis』本誌・web増刊掲載作品の短編集。
- パラパラデイズ（2014年 - 2021年、『月刊!スピリッツ』）- 単行本全3巻（2017年 - 2021年、小学館、ビッグコミックス）
- ぽんこつ手芸部（2014年 - 2020年、白泉社、『楽園web増刊』） - 単行本全1巻
- ふかしぎ草紙（2018年、白泉社） - 『月刊flowers』・『月刊コミックZERO-SUM』・『マリカ』・『楽園 Le Paradis』掲載作品の短編集[6]
- クレッシェンドで進め（2019年 - 2020年、『楽園 le paradis』） - 単行本全1巻
- もぐもぐガーデン（2019年 - 2023年、『まんがライフオリジナル』2019年5月号[7] - 2023年8月号[8]） - 単行本全2巻
- 夕暮れのあなたは、少し首をかしげて（2021年[9] - 2024年[10]、『COMIC BRIDGE』） - 単行本全3巻
- 縁もゆかりも（2022年[11] - 連載中、『月刊!スピリッツ』） - 単行本既刊2巻
- ねこまた印の染物屋さん（2023年 - 、『まんがライフオリジナル』2023年12月号[12] - ） - 単行本既刊1巻

### 単行本未収録
- ゆるり水族館（『グランドジャンプ』2021年No.14）

### アンソロジー
- 続ご出産! まるごと体験コミック（2000年、飛鳥新社）
- カップル乱れ打ち（2004年、講談社）
- 祝ご出産! まるごと体験コミック（2006年、飛鳥新社）
- 私の結婚式! （2006年、飛鳥新社）
- Project PAPO Resonance（2006年、講談社）
- 続ご出産! まるごと体験コミック2（2007年、ゴマブックス）
- ハナマルご出産!（2008年、飛鳥新社）
- LOVERS selection（2009年、祥伝社）
- 漫画家ごはん日誌（2015年、祥伝社）

### コミックエッセイ
- 祝!できちゃった結婚（2003年、メディアファクトリー） - できちゃった結婚の際のノウハウをコミックと文章で解説。文は高清水美音子。
- ソダテコ（『すくすくパラダイス』→『すくすくパラダイスぷらす』2011年 - ） - 全3巻（2010年 - 2016年、竹書房）
- 柄ラボ（『デジキス』2012年1月 - 2013年8月→『Kiss PLUS』2013年11月号 - 2014年3月号→『ハツキス』2014年7月号（創刊号） - 2016年1月号）- 全1巻（2016年、講談社、ワイドKC Kiss）
- ニャントコ（『すくすくパラダイスぷらす』2016年 - [13]） - 全1巻（2018年、竹書房、すくパラセレクション）

### その他
- 【懺・】さよなら絶望先生（テレビアニメ、2009年） - 第9話エンドカード